# اوشن اسپرینگز (میسیسیپی)
اوشن اسپرینگز (به انگلیسی: Ocean Springs) شهری در ایالت میسیسیپی کشور ایالات متحده آمریکا است که جمعیت آن در سرشماری سال ۲۰۱۰ میلادی، ۱۷٬۴۴۲
نفر بوده‌است.